# Parco Miraflores
Il Parco Miraflores, detto Boschetto, è un parco urbano pubblico della città di Nichelino (Area Metropolitana di Torino), compreso nell'Area contigua (Parco Naturale del Po Piemontese) della Fascia Fluviale del Po.

## Descrizione
Il parco, polmone verde di Nichelino, si trova nella parte settentrionale della città. A sua volta, il tratto settentrionale del perimetro è costituito dal confine naturale del torrente Sangone, che separa il Boschetto e il comune suburbano dal Parco Sangone di Torino (Mirafiori Sud).
Il nome ufficiale ("Miraflores") è preso da quello del castello di Mirafiori che ivi sorgeva; in spagnolo poiché la residenza (castello e parco) venne fatta realizzare da Carlo Emanuele I di Savoia come dono di nozze per la moglie madrileña (Caterina Michela d'Asburgo), a ricordare la Certosa di Miraflores di Burgos; "Mira[los]flores" = "Guarda[i]fiori", sottinteso del giardino.